# Миссис Эррис едет в Париж
«Миссис Эррис едет в Париж» (в дубляже Первого канала этот фильм назывался «Платье») (англ. Mrs. 'Arris Goes To Paris) — кинофильм. Экранизация произведения, автор которого — Пол Гэллико. Фильм можно смотреть детям любого возраста.

## Сюжет
1950-е годы. Лондонская уборщица Ада Эррис увидела платье от Диора и решила, что должна иметь такое же. Она копит деньги, и когда собирает достаточную сумму, то отправляется в Париж, где узнаёт, что купить эксклюзивное произведение кутюрье несколько сложнее, чем просто заплатить.

## В ролях
- Анджела Лэнсбери — миссис Эррис
- Дайана Ригг — мадам Колбер
- Омар Шариф — маркиз де Шасонье
- Тамара Горски — Наташа
- Лотер Блюто — Андре
- Тэмсин Оливье — дочь маркиза де Шасонье
- Джон Сэвидент — мсье Арман, директор дома Диор
- Лайла Кей — Вик, подруга миссис Харрис
- Барбара Барнс — швея дома Диор